# Women’s Army Corps

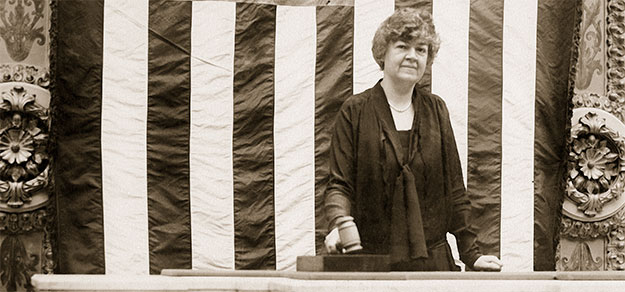
Rogers im Kongress (1926)

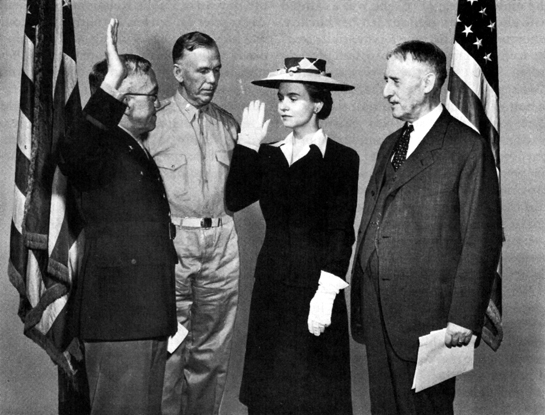
Vereidigung von Hobby durch General Cramer in Anwesenheit von General Marshall und Kriegsminister Stimson (16. Mai 1942)

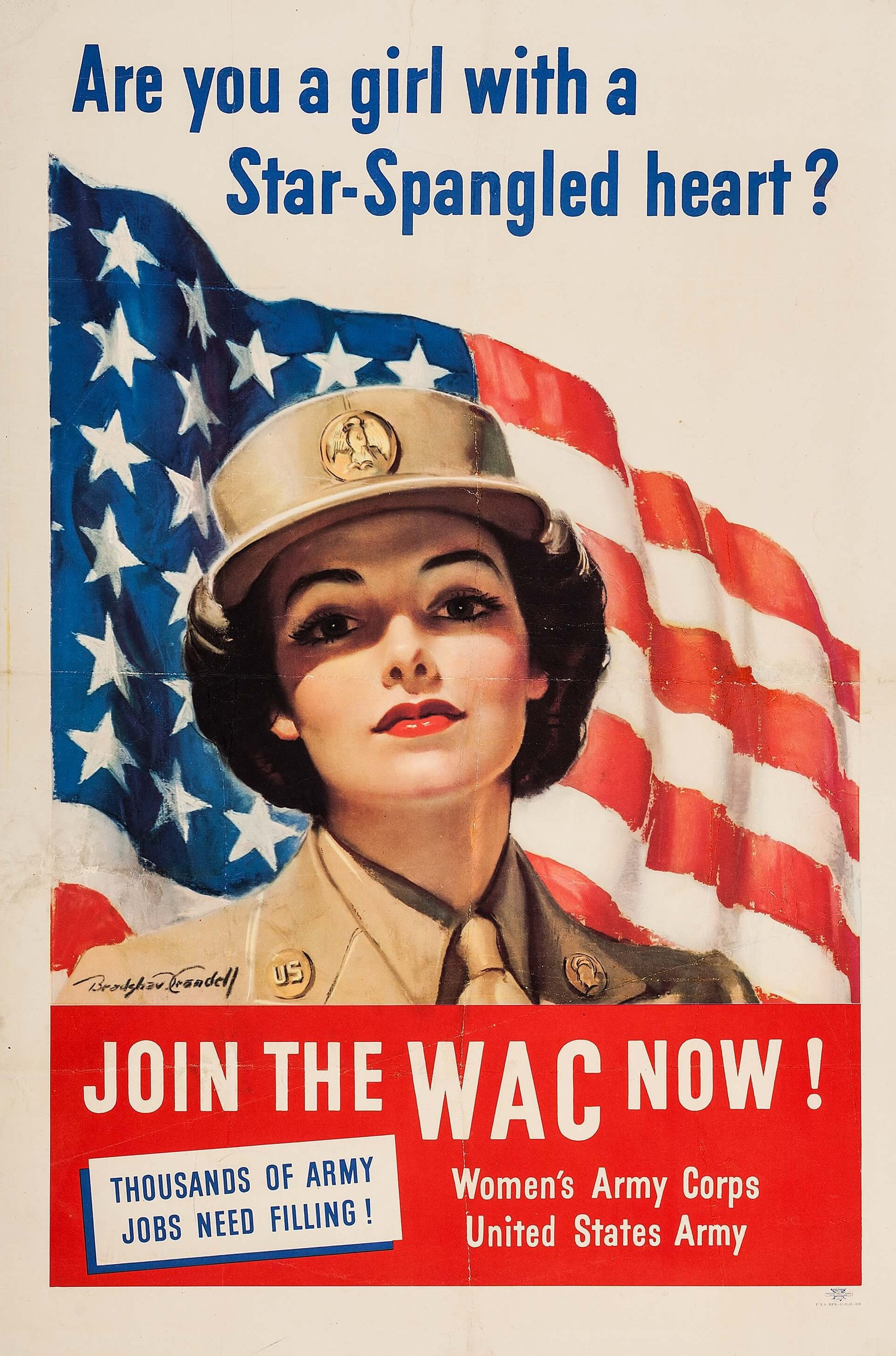
Anwerbeplakat für das WAC „Bist du ein Mädchen mit einem sternenbesetzten Herzen?“(1943)

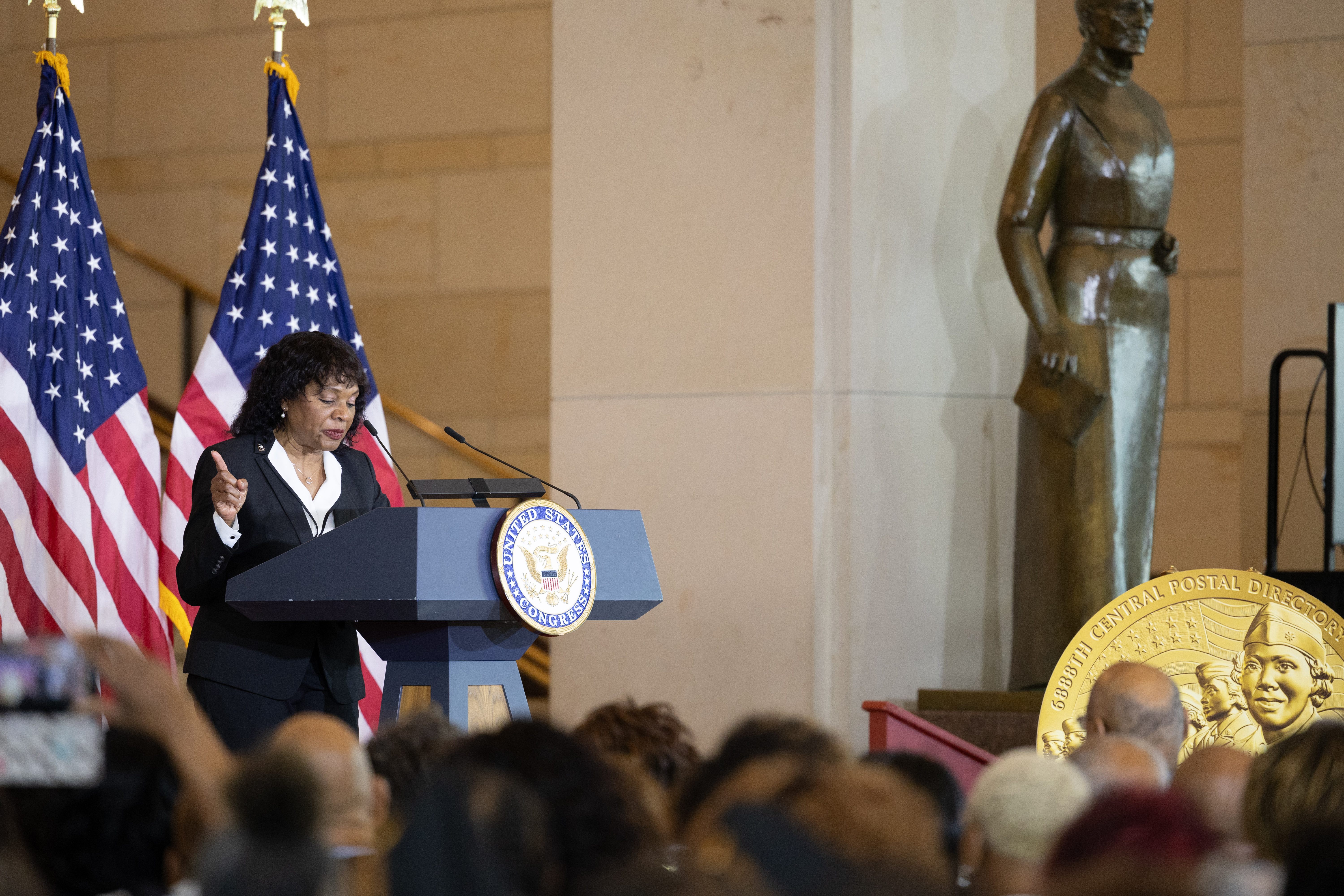
Feier zur Verleihung der Congressional Gold Medal an die Frauen des Six Triple Eight (29. April 2025)

Als Women’s Army Corps (WAC), deutsch etwa „Frauenkorps der Armee“, wurde im Zweiten Weltkrieg die Gemeinschaft aller in der United States Army (U.S. Army), also im Heer der Streitkräfte der Vereinigten Staaten, dienenden Frauen bezeichnet.
Nach Gründung am 15. Mai 1942 zunächst als „Hilfsdienst“ (englisch auxiliary) unter dem Namen Women’s Army Auxiliary Corps (WAAC) entstand das WAC daraus am 1. Juli 1943.
Der Begriff Korps (englisch corps) ist hier nicht im Sinne eines Armeekorps, also eines militärischen Großverbands, zu sehen, sondern, ähnlich wie beispielsweise bei Sanitätskorps oder Studentencorps, als übergeordneter und zusammenfassender Begriff.

## Geschichte
Gegen Ende des Jahres 1941, als am 7. Dezember der japanische Angriff auf Pearl Harbor begann, knapp acht Stunden später die Kriegserklärung Japans an die USA und Großbritannien erfolgte und vier Tage später dann die Kriegserklärung Deutschlands und Italiens an die Vereinigten Staaten, waren die einzigen Frauen im Militär der USA Krankenschwestern bei der Army und der Navy.
Die Politikerin Edith Nourse Rogers (1881–1960), die von 1925 bis zu ihrem Tod den Bundesstaat Massachusetts im US‑Repräsentantenhaus vertrat (Bild), hatte bereits zuvor erkannt, dass amerikanische Frauen ihrem Land dienen wollten. Sie hatte darauf hingewiesen, dass in anderen Ländern der Alliierten, wie China, der Sowjetunion und dem Vereinigten Königreich, es Frauen erlaubt war, sich aktiv an den Kriegsanstrengungen zu beteiligen. Dies ging über die Arbeit in Fabriken hinaus, wie das Beispiel des Auxiliary Territorial Service (ATS) zeigte, der im Jahr 1938 gebildeten Frauenabteilung des britischen Heeres. Dort gab es Fahrerinnen, Mechanikerinnen, Postmitarbeiterinnen, Telefonistinnen, Munitionsprüferinnen, Militärpolizistinnen, Technikerinnen und Frauen, die Radargeräte bedienten oder bei der Flugabwehr dienten. Bereits am 28. Mai 1941 hatte Rogers einen Gesetzentwurf zur Gründung des WAAC eingebracht.
Ein Jahr später, am 15. Mai 1942, unterzeichnete Präsident Roosevelt (1882–1945) das Gesetz. Am folgenden Tag wurde Oveta Culp Hobby (1905–1995) als dessen erste Direktorin vereidigt (Bild). Erneut ein Jahr später, am 1. Juli 1943, wurde aus dem bisherigen Hilfsdienst ein aktiver Dienst der Armee der Vereinigten Staaten. Das auxiliary im Namen wurde gestrichen und aus dem WAAC wurde das WAC.
Frauen, die sich freiwillig zum Corps meldeten, mussten eine einjährige Dienstzeit ableisten, die um die Dauer des Krieges plus sechs Monate verlängert werden konnte. Die Altersgrenzen für Einberufungen lagen zwischen 21 und 45 Jahren. Offizierinnen durften ein höheres Alter haben. In einem Rekrutierungsfilm aus dem Jahr 1943 (siehe auch: Video unter Weblinks) erklärte der Generalstabschef General Marshall (1880–1959):

“… the corps is a most important element of the Army, and I personally am intensely interested in its rapid development in strength as well as in training.”

„Das Korps ist ein äußerst wichtiger Bestandteil der Armee, und ich bin persönlich an dessen schneller Entwicklung sowohl seiner Stärke als auch der Ausbildung sehr interessiert.“

Das WAC gewährte Soldatinnen die gleichen Rechte wie ihren männlichen Kameraden, unter anderem gleiche Ränge und Dienstgrade sowie gleiche Bezahlung bei gleichem Dienst. Ursprünglich waren 25.000 Freiwillige angestrebt, doch im ersten Jahr hatten sich bereits über 60.000 Frauen gemeldet und dem Corps angeschlossen. Schließlich dienten während des Krieges mehr als 150.000 Frauen. Dies übertraf die ursprünglichen Ziele bei Weitem.
Eine bemerkenswerte Einheit war das 6888th Central Postal Directory Battalion, bekannt als Six Triple Eight (siehe auch: The Six Triple Eight), ein ausschließlich aus afroamerikanischen Frauen bestehendes Bataillon des WAC. Es war die einzige afroamerikanische weibliche Einheit, die in Europa eingesetzt wurde. Deren Hauptaufgabe war, den erheblichen Rückstand an Postsendungen für US‑Soldaten zu bewältigen und so die Truppenmoral zu stärken. Am 29. April 2025 wurde dieser Einheit im Rahmen einer feierlichen Zeremonie in der amerikanischen Hauptstadt Washington die Congressional Gold Medal verliehen (Bild).
Bei Kriegsende im September 1945 galten die Frauen des WAC als ein fester Bestandteil der U.S. Army. Das Women’s Army Corps wurde am 20. Oktober 1978 aufgelöst und die Frauen wurden in die zuvor rein männlichen Einheiten integriert.